# Palazzo Comunale (Piacenza)

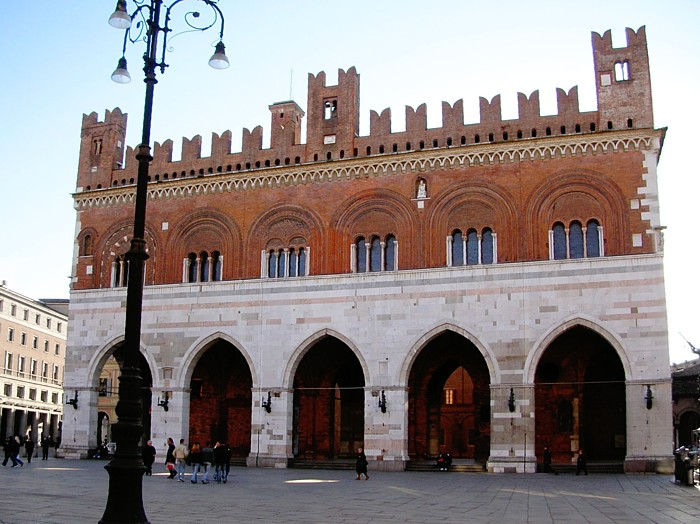
Palazzo Comunale in Piacenza

Der Palazzo Comunale ist ein Palast aus dem 13. Jahrhundert im historischen Zentrum von Piacenza in der italienischen Region Emilia-Romagna. Er liegt an der Piazza dei Cavalli und ist Sitz der Stadtverwaltung. Die Einwohner von Piacenza nennen ihn Il Gotico wegen seiner Spitzbögen.

## Geschichte

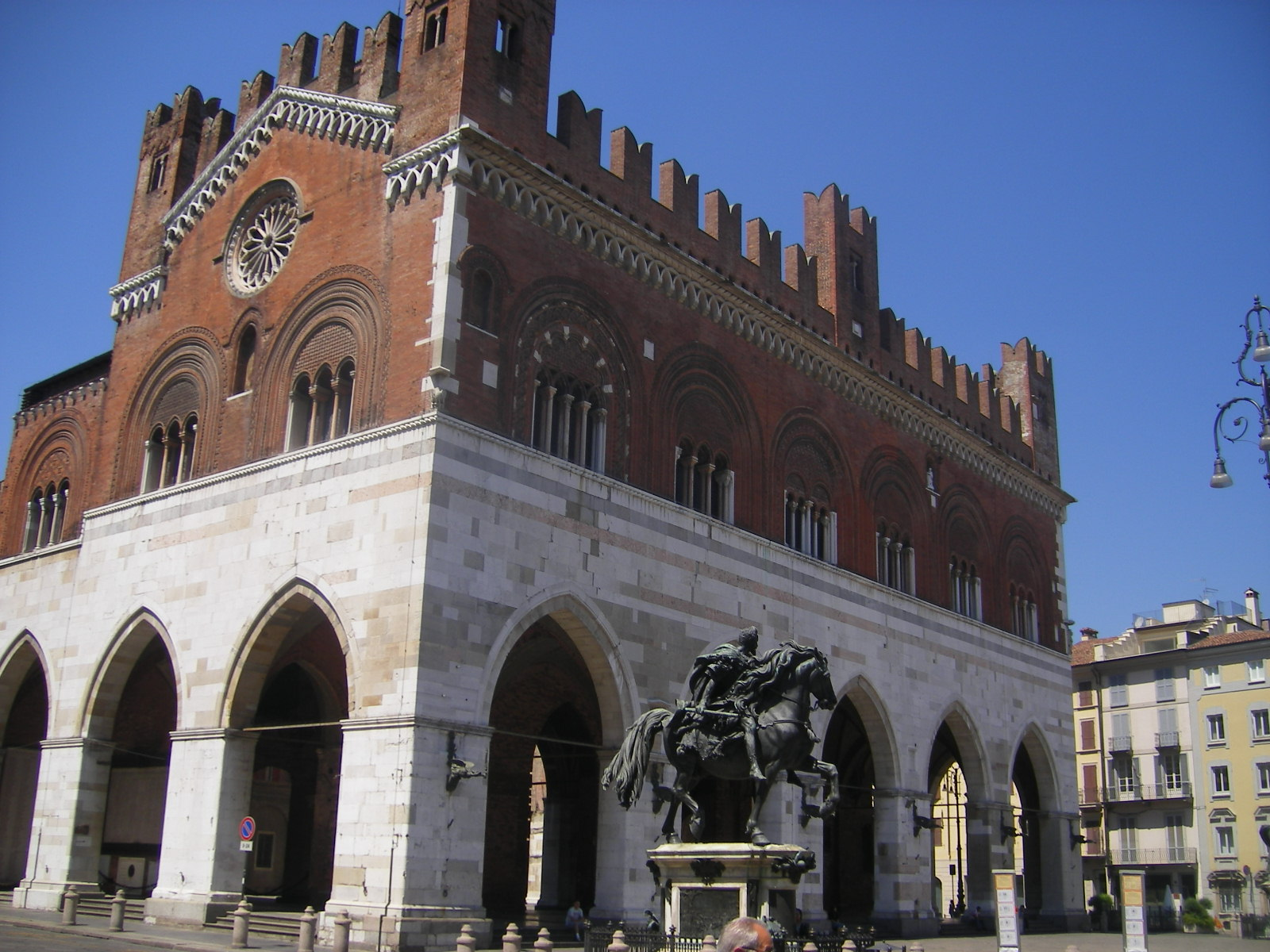
Palazzo Comunale von Nordosten

Der Palast wurde ab 1281 im gotisch-lombardischen Stil auf einem Gelände erbaut, auf dem vorher das Kloster des Heiligen Bartholomäus und die Kirche Santa Maria di Bigulis stand. Die Arbeiten wurden von vier Architekten aus Piacenza geleitet: Pietro da Cagnano, Negro de Negri, Gherardo Campanaro und Pietro da Borghetto.
Nach dem ursprünglichen Projekt sollte der Palast einen rechteckigen Grundriss haben, aber das Werk blieb wegen einer schweren Pestepidemie unvollendet. Wegen der wirtschaftlichen Depression aufgrund der Epidemie wurde der Bau unterbrochen und von dem Palast wurde nur die Nordseite realisiert, die für die Funktion der Kommune unbedingt notwendig war. Diese benötigte insbesondere einen großen Saal für die Treffen der Repräsentanten der Stadtregierung. Einigen Zeugenaussagen zufolge wurde der Bau von zwei über 5 Meter breiten Treppen abgebrochen und die schon realisierten Teile davon zerstört, damit der Zugang zu den Salons in kürzestmöglicher Zeit zu ermöglichen.
1351 weilte in dem Palast der Dichter Francesco Petrarca.
1470 wurde eine Statue der Madonna mit Kind vom Palast abmontiert und im Inneren einer Kirche aufgestellt. Sie wurde „Madonna di Piazza“ genannt und stammte aus der Kirche Santa Maria de Bigulis, die für den Bau des Palazzo Comunale abgerissen wurde. 1597 wurde an die Hauptfassade ein kleiner Balkon angefügt, auf dem die Marienstatue im Inneren eines dreifach spitz zulaufenden Baldachins wiederaufgestellt wurde.

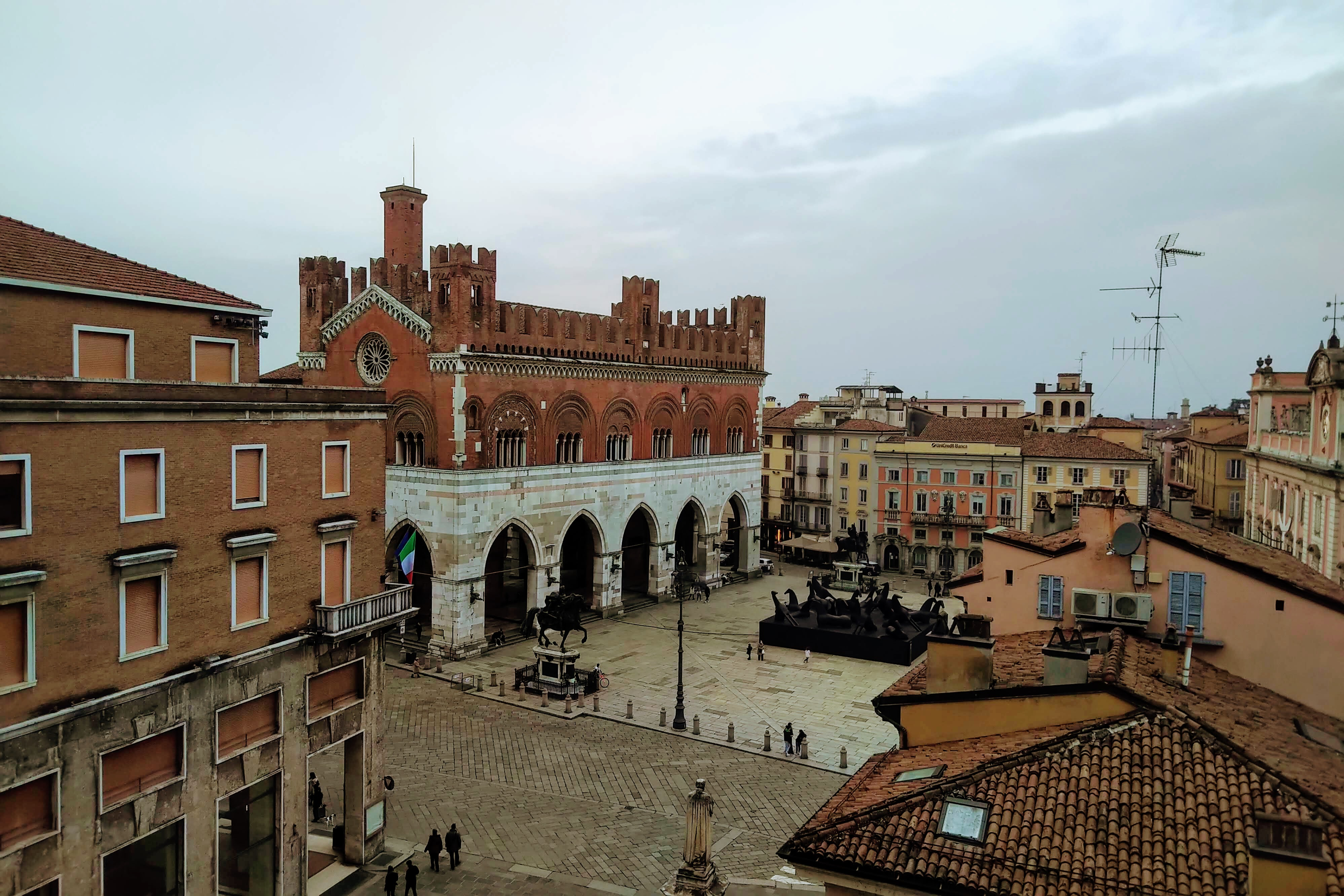
Luftbild der Piazza dei Cavalli mit dem Palazzo Comunale und in der Mitte des Platzes die Monumentalinstallation von Domenico Paladino

1644 wurde anlässlich des Friedensschlusses zwischen dem Fürsten von Parma und Piacenza, Odoardo I. Farnese, und Papst Urban VIII. am Ende des Krieges von Castro im Salon unter der Leitung von Cristoforo Rangoni ein dreistufiges Holztheater mit einer Kolonnade eingebaut. Bei derselben Gelegenheit wurde in das Türmchen eine bronzene Glocke eingebaut, die dann geläutet wurde, um besondere Umstände zu feiern.
1810 wurde die Madonnenstatue erneut vom Palast versetzt, diesmal in die benachbarte Franziskuskirche, wo sie in einer Nische auf der linken Seite des ersten Joches aufgestellt wurde.

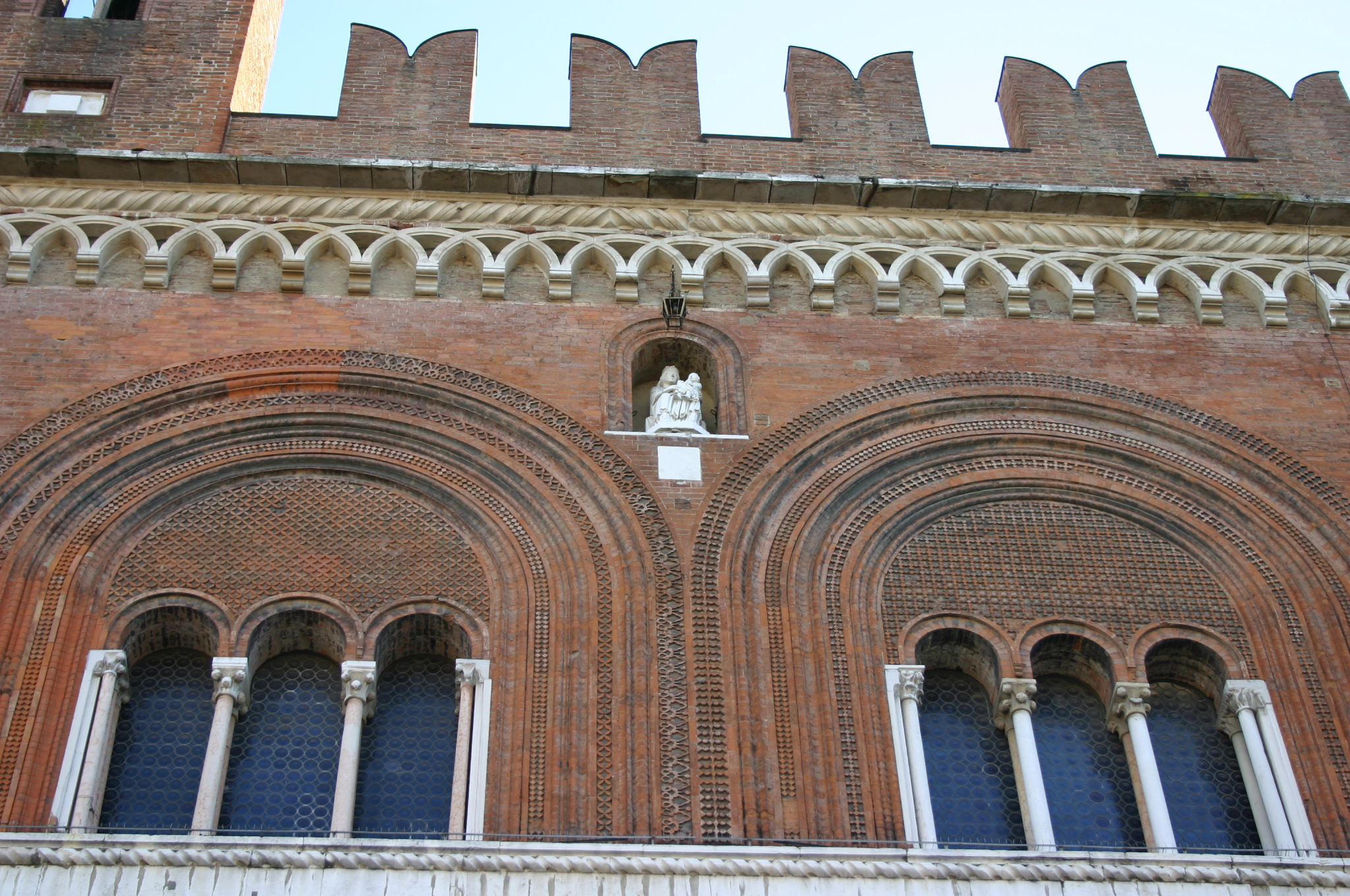
Die großen Fenster an der Fassade des Palastes und die Madonnenstatue

Um die Mitte des 19. Jahrhunderts geriet das Gebäude, das schweren Wassereinbrüchen vom Dach her ausgesetzt war, in einen Zustand des Verfalls mit Schäden sowohl an den Wänden als auch an den Böden des Hauptgeschosses. Eine diesbezügliche Bewertung wurde vom Architekten Gazzola vorbereitet; auf dieser Basis wurden 1858 einige Arbeiten eingeleitet, die unter anderem die Verlegung der Militärkarzer beinhalteten, aber nach kurzer Zeit wegen des Todes des Architekten unterbrochen wurden. 1862 wurde eine Kommission unter der Führung des Markgrafen Pietro Salvatico eingesetzt, die beschloss, die Uhr aus dem Turm des Palastes zu entfernen und sie in den Gouverneurspalast anstelle einer Steintafel aus der Zeit Napoleons einzusetzen. In dieser Zeit kam eine Debatte zwischen denen auf, die den Palast in den Originalzustand zurückversetzen und alle Anbauten, die im Laufe der Jahrhunderte dazugekommen waren, entfernen wollten, und denen, die eine Restaurierung vorschlugen, bei der die Ergänzungen zum ursprünglichen Entwurf beibehalten würden. Die erstgenannte Denkrichtung setzte sich durch, die unter anderem die Wiederherstellung des mittelalterlichen Türmchens, das im Laufe des 16. Jahrhunderts zugemauert worden war, vorsah.
Im Jahre 1884 wurden umfangreiche Restaurierungsarbeiten eingeleitet, die auf einem Projekt beruhten, das der Architekt Angelo Colla aus Mailand erstellt hatte. Sie dauerten nicht ganz fünf Jahre und beinhalteten die Neudeckung des Daches und die Aufbereitung verschiedener Bögen, ebenso wie die Entfernung einiger Innenwände, die im Laufe des 18. Jahrhunderts im Hauptsalon eingezogen worden waren. Die Restaurierungsarbeiten zuerst wegen der fehlenden Genehmigung der Soprintendenza alle belle arti unterbrochen und dann, 1892, wegen des Todes des Architekten Colla. Zwischen 1906 und 1909 wurde das Werk mit der Rekonstruktion der Fassaden, dem Einziehen neuer Böden und dem Anbringen neuer Dekorationen im Hauptsalon, sowie der Restaurierung der zugemauerten Bögen und der schließlichen Entfernung des Balkons, fertiggestellt. Der so abgeänderte Palast wurde mit einer offiziellen Zeremonie am 6. Juni 1909 eingeweiht.
Im Mai 1926 wurde die Statue der Madonna mit Kind in Verbindung mit dem eucharistischen Kongress in der Emilia auf Initiative des Kollegiums der städtischen Pfarrgemeinden an die Fassade des Palazzo Comunale zurückversetzt. 1988 wurde diese Statue schließlich von der Fassade wieder entfernt und ins Stadtmuseum im Palazzo Farnese verbracht, um ihre Erhaltung sicherzustellen. Eine ihrer Stelle am Palazzo Comunale wurde eine Kopie eingesetzt.

## Beschreibung

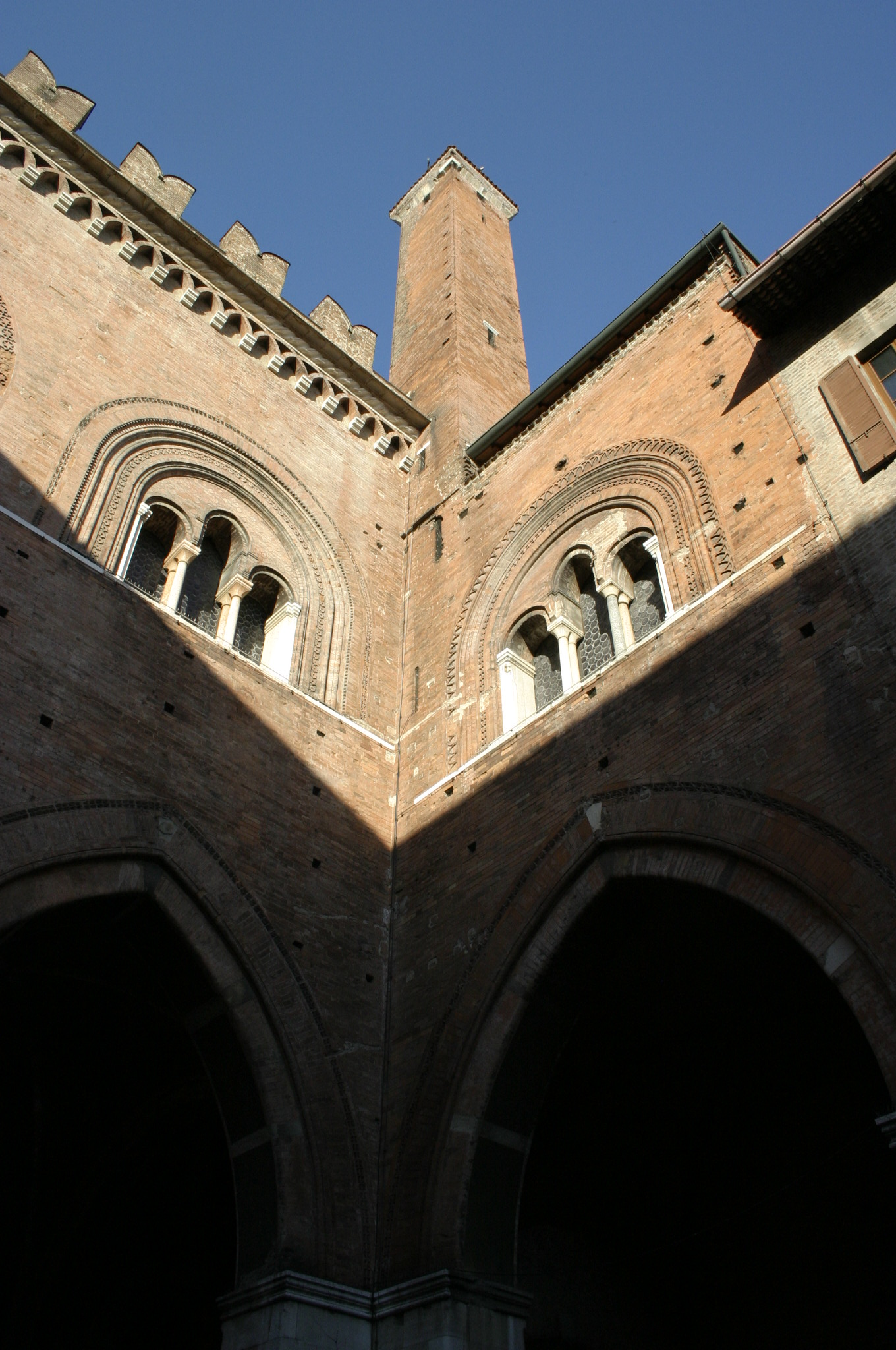
Innenhof

Der Palast erhebt sich über einem großen Laubengang mit Spitzbögen, von denen fünf an der Hauptfassade und je drei an den beiden Seiten liegen; sie sind mit weißem Stein und rotem Marmor aus Verona verkleidet, was einen starken Kontrast zum Obergeschoss des Gebäudes schafft, das in Terrakotta ausgeführt ist. Das Obergeschoss ist durch eine Folge großer Rundbogenfenster gekennzeichnet, die wie große Rahmen Dreifach- und Vierfachfenster mit feinsten geometrischen Dekorationen in Terrakotta umfassen. Auch wenn der Palast nicht nach den ursprünglichen Plänen fertiggestellt wurde, handelt es sich doch um ein großartiges Beispiel ziviler Architektur seiner Zeit, das dem Spitzbogenstil der lombardischen Broletti folgt.
Auf der linken Seite ist über den Fenstern eine Rose in Marmor angebracht, auf der rechten Seite dagegen ein Mehrfachfenster, ebenfalls in Marmor. Darüber verläuft über alle Fassaden ein Gesims aus Spitzbögen unterhalb der Schwalbenschwanzzinnen, ein Symbol der Ghibellinen, und darüber sind schlanke Türmchen angebracht, deren mittlerer die Glocke enthält. Zwischen dem vierten und dem fünften Fenster steht in einer Nische die Kopie der Madonnenstatue mit Kind, deren Original, das aus einer abgerissenen Kirche stammt, im Stadtmuseum von Piacenza erhalten ist.
Auf der Rückseite des Gebäudes, die durch die hinteren Anbauten wie in einem Hof eingeschlossen ist, wiederholt sich in nüchternerer Weise der Stil der Hauptfassade. Das Innere des Gebäudes wird vollständig von dem großartigen Salon mit Architraven eingenommen, der etwa 700 m² groß ist. Er ist mit bildlichen Darstellungen verziert und wurde ursprünglich für die Versammlungen des Ältestenrates genutzt; 1644 wurde dort unter Leitung von Cristoforo Rangoni ein Holztheater eingebaut. In dem Salon finden heute Kulturveranstaltungen, Ausstellungen und institutionelle Versammlungen statt.
Im 16. und 17. Jahrhundert wurde der Palast zahlreichen Umbauten unterzogen, darunter auch dem Anbau eines Balkons auf der Seite zur Piazza dei Cavalli. Diese Umbauten wurden später, bei den Restaurierungen in den letzten Jahren des 19. Jahrhunderts und den ersten Jahren des 20. Jahrhunderts, wieder beseitigt.
Unter einer der Arkaden auf der rechten Seite des Palastes befindet sich eine Steintafel, die den Gefallenen des Risorgimento gewidmet ist und dort 1910 als Ersatz für eine von 1867 angebracht wurde. Die alte Tafel hatte einige Kontroversen ausgelöst, weil dort falsche Daten angegeben waren und etliche Gefallene fehlten, und das Denkmal an die Gefallenen des Ersten Weltkrieges war eines der ersten, die in Italien aufgestellt wurden; es setzt sich aus zwei Bronzetafeln und der großen Marmortafel zusammen, die mit einem bronzenen Rahmen verziert ist. Später wurden an den Seiten weitere Steintafeln angebracht, darunter die mit den Angaben zu den Gefallenen des Zweiten Weltkrieges und die Alessandro Cassali – einem im Ersten Weltkrieg gefallenen Offizier aus Piacenza, dem die goldene, militärische Tapferkeitsmedaille verliehen wurde – gewidmete. Eine letzte Steintafel, die 1922 von Pier Enrico Astorri geschaffen wurde, ist Cesare Battisti gewidmet.